# سنترال غوردو (كارولاينا الشمالية)
سنترال غوردو (بالإنجليزية: Cerro Gordo, North Carolina)‏ هي بلدة أمريكية تقع في الولايات المتحدة في مقاطعة كولومبوس، كارولاينا الشمالية. يقدر عدد سكانها بـ 207 نسمة ومساحتها 2.0 كم2 وترتفع عن سطح البحر 27 متر.

## التركيبة السكانية
حدّد مكتب تعداد الولايات المتحدة بيانات التركيبة السكانية لسنترال غوردو في تعداد الولايات المتحدة. في ما يلي، التركيبة السكانية حسب تعدادي 2000 و2010.

### تعداد عام 2000
بلغ عدد سكان سنترال غوردو 244 نسمة بحسب تعداد عام 2000، وبلغ عدد الأسر 90 أسرة وعدد العائلات 68 عائلة مقيمة في البلدة. في حين سجلت الكثافة السكانية 119.6 نسمة لكل كيلومتر مربع (309.8/ميل2). وبلغ عدد الوحدات السكنية 102 وحدة بمتوسط كثافة قدره 50 لكل كيلومتر مربع (129.5/ميل2).
وتوزع التركيب العرقي للبلدة بنسبة 75% من البيض و18.44% من الأمريكيين الأفارقة و3.69% من الأمريكيين الأصليين و2.46% من الأمريكيين ذوي الأصول الآسيوية و0.41% من عرقين مختلطين أو أكثر و2.46% من الهسبانيون أو اللاتينيون من أي عرق.
بلغ عدد الأسر 90 أسرة كانت نسبة 38.9% منها لديها أطفال تحت سن الثامنة عشر تعيش معهم، وبلغت نسبة الأزواج القاطنين مع بعضهم البعض 63.3% من أصل المجموع الكلي للأسر، ونسبة 11.1% من الأسر كان لديها معيلات من الإناث دون وجود شريك،  بينما كانت نسبة 1.1% من الأسر لديها معيلون من الذكور دون وجود شريكة وكانت نسبة 24.4% من غير العائلات. تألفت نسبة 22.2% من أصل جميع الأسر من عدة أفراد يعيشون في نفس المنزل ونسبة 15.6% كانت تتألف من شخص يعيش بمفرده يبلغ من العمر 65 عاماً أو أكثر. وبلغ متوسط حجم الأسرة المعيشية 2.71، أما متوسط حجم العائلات فبلغ 3.21.
بلغ العمر الوسطي للسكان 35.7 عاماً. وكانت نسبة 27.9% من القاطنين تحت سن الثامنة عشر، وكانت نسبة 7.4% بين الثامنة عشر والرابعة والعشرين عاماً، ونسبة 29.1% كانت واقعةً في الفئة العمرية ما بين الخامسة والعشرين والرابعة والأربعين عاماً، ونسبة 20.1% كانت ما بين الخامسة والأربعين والرابعة والستين، ونسبة 15.6% كانت ضمن فئة الخامسة والستين عاماً فما فوق. يوجد لكل 100 أنثى 89.1 ذكر، ويوجد لكل 100 أنثى في الثامنة عشر من عمرها فما فوق 81.4 ذكر.
بلغ متوسط دخل الأسرة في البلدة 20,000 دولارًا، أما متوسط دخل العائلة فبلغ 28,750 دولارًا. وكان متوسط دخل الذكور 31,964 دولارًا مقابل 22,500 دولارًا للإناث. وسجل دخل الفرد الخاص بالبلدة 12,447 دولارًا. وكانت نسبة 21.7% من العائلات ونسبة 22.5% من السكان تحت خط الفقر، وكان من هؤلاء نسبة 12.5% تحت سن الثامنة عشر ونسبة 14.3% في الخامسة والستين من العمر وما فوق.

### تعداد عام 2010
بلغ عدد سكان سنترال غوردو 207 نسمة بحسب تعداد عام 2010، وبلغ عدد الأسر 78 أسرة وعدد العائلات 57 عائلة مقيمة في البلدة. في حين سجلت الكثافة السكانية 101.5 نسمة لكل كيلومتر مربع (262.9/ميل2). وبلغ عدد الوحدات السكنية 98 وحدة بمتوسط كثافة قدره 48 لكل كيلومتر مربع (124.3/ميل2).
وتوزع التركيب العرقي للبلدة بنسبة 79.23% من البيض و10.63% من الأمريكيين الأفارقة و5.80% من الأمريكيين الأصليين و1.93% من الأعراق الأخرى و2.42% من عرقين مختلطين أو أكثر و2.90% من الهسبانيون أو اللاتينيون من أي عرق.
بلغ عدد الأسر 78 أسرة كانت نسبة 33.3% منها لديها أطفال تحت سن الثامنة عشر تعيش معهم، وبلغت نسبة الأزواج القاطنين مع بعضهم البعض 55.1% من أصل المجموع الكلي للأسر، ونسبة 14.1% من الأسر كان لديها معيلات من الإناث دون وجود شريك،  بينما كانت نسبة 3.8% من الأسر لديها معيلون من الذكور دون وجود شريكة وكانت نسبة 26.9% من غير العائلات. تألفت نسبة 24.4% من أصل جميع الأسر من عدة أفراد يعيشون في نفس المنزل ونسبة 14.1% كانت تتألف من شخص يعيش بمفرده يبلغ من العمر 65 عاماً أو أكثر. وبلغ متوسط حجم الأسرة المعيشية 2.65، أما متوسط حجم العائلات فبلغ 3.16.
بلغ العمر الوسطي للسكان 38.3 عاماً. وكانت نسبة 26.6% من القاطنين تحت سن الثامنة عشر، وكانت نسبة 6.3% بين الثامنة عشر والرابعة والعشرين عاماً، ونسبة 24.2% كانت واقعةً في الفئة العمرية ما بين الخامسة والعشرين والرابعة والأربعين عاماً، ونسبة 27.1% كانت ما بين الخامسة والأربعين والرابعة والستين، ونسبة 15.9% كانت ضمن فئة الخامسة والستين عاماً فما فوق. وتوزع التركيب الجنسي للسكان بنسبة 46.9% ذكور و53.1% إناث.